# Граф Форфар
Граф Форфар — (англ.  Earl of Forfar) — наследственный титул в системе пэрства Соединённого королевства, названный по городу Форфар — административному центру округа Ангус, расположенного на востоке Шотландии. Это главный город округа, ближайший к замку Глэмис, резиденции графов Стратмор и Кингхорн, из семейства которых происходила королева-мать Елизавета.
Титул был создан в 1661 году как дополнительный титул графа Ормонда, принадлежавший семье Дуглас, и перестал использоваться в 1715 году.
Первым графом Форфар был Арчибальд Дуглас, 2-й граф Ормонд (1653—1712). Его сын, также Арчибальд Дуглас (1692—1715), стал 2-м графом Форфар. 2-й граф получил титул в возрасте 20 лет, а затем умер, не оставив после себя наследника.
10 марта 2019 года, в честь 55-летнего юбилея своего сына Эдварда, королева Елизавета II присвоила ему титул графа Форфара, который он может использовать при нахождении в Шотландии.

## Графы Форфар. Первая креацияпэрства Шотландии(1661 год)
- Арчибальд Дуглас, 2-й граф Ормонд, 1-й граф Форфар (1653—1712)
- Арчибальд Дуглас, 3-й граф Ормонд, 2-й граф Форфар (1692—1715)

## Графы Форфар. Вторая креацияпэрства Соединённого королевства(2019 год)
- Эдвард, герцог Эдинбургский, граф Уэссекский, граф Форфар, виконт Северн (род. 1964). Его наследник, сын Джеймс (род. 2007), с марта 2023 года носит титул графа Уэссекского (в качестве титула учтивости).